# Fresne-Léguillon
Fresne-Léguillon je francouzská obec v departementu Oise v regionu Hauts-de-France. V roce 2011 zde žilo 469 obyvatel.

## Vývoj počtu obyvatel
Počet obyvatel 